# Göztepe Spor Kulübü
El Göztepe Spor Kulübü es un club de fútbol turco de la ciudad de Esmirna. Fue fundado en 1925 y juega en la Superliga de Turquía, el primer nivel futbolístico del fútbol turco. La empresa británica Sport Republic se convirtió en el dueño del Göztepe en agosto de 2022 después de comprarle el 70 % de las acciones del club al empresario turco Mehmet Sepil.

## Historia
El club obtuvo sus mayores logros en las décadas de los 50, 60 y 70 del siglo XX, al ganar el campeonato amateur de fútbol turco (la actual Superliga de Turquía) en 1950 y dos Copas de Turquía en 1969 y 1970. En 1970 también ganó la Supercopa de Turquía. Ha sido el primer club de fútbol turco en conseguir jugar una semifinal en una competición europea. Fue en la edición 1968-69 de la Copa de Ferias, quedando eliminado por el Ujpest FC de Hungría. El Göztepe también alcanzó los cuartos de final de la Recopa de Europa en la temporada 1969-70, siendo eliminado en aquella ronda por la AS Roma. El último partido del Göztepe en Europa fue en la temporada 1970-71 cuando perdió 3-0 contra el Górnik Zabrze polaco en el partido de vuelta de la segunda ronda de la Recopa de Europa. La mayor victoria del Göztepe en Europa fue el 5-0 conseguido contra el Union Luxembourg en la primera ronda de la Recopa de Europa en la temporada 1970-71 y su peor derrota fue por 9-1 contra el TSV 1860 Múnich alemán en la segunda ronda de la Copa de Ferias en la temporada 1964-65. Solo jugó en una ocasión contra un equipo español, el Atlético de Madrid, comúnmente visto en la Champions. Fue en la segunda ronda de la Copa de Ferias en la temporada 1967-68. Aunque el Göztepe perdió 2-0 en Madrid, ganó 3-0 el partido de vuelta en Esmirna y se clasificó para la siguiente ronda. El Göztepe disputó en total 30 partidos oficiales en competiciones europeas. El resultado han sido 10 victorias, 2 empates y 18 derrotas. Juega sus partidos en el Estadio Gursel Aksel, recinto deportivo inaugurado el 26 de enero de 2020, y que alberga a 25.035 espectadores. Anteriormente había jugado sus partidos en el Estadio İzmir Atatürk. Además, el Göztepe mantiene una rivalidad histórica con el Karşıyaka SK, con quien disputa el derbi de Esmirna, uno de los derbis con más tradición del fútbol turco. Aproximadamente 80.000 hinchas asistieron al partido disputado el 16 de mayo de 1981 entre los dos clubes, un record Guinness de espectadores en un partido de fútbol de segunda división a nivel mundial que sigue vigente en la actualidad.

## Estadio

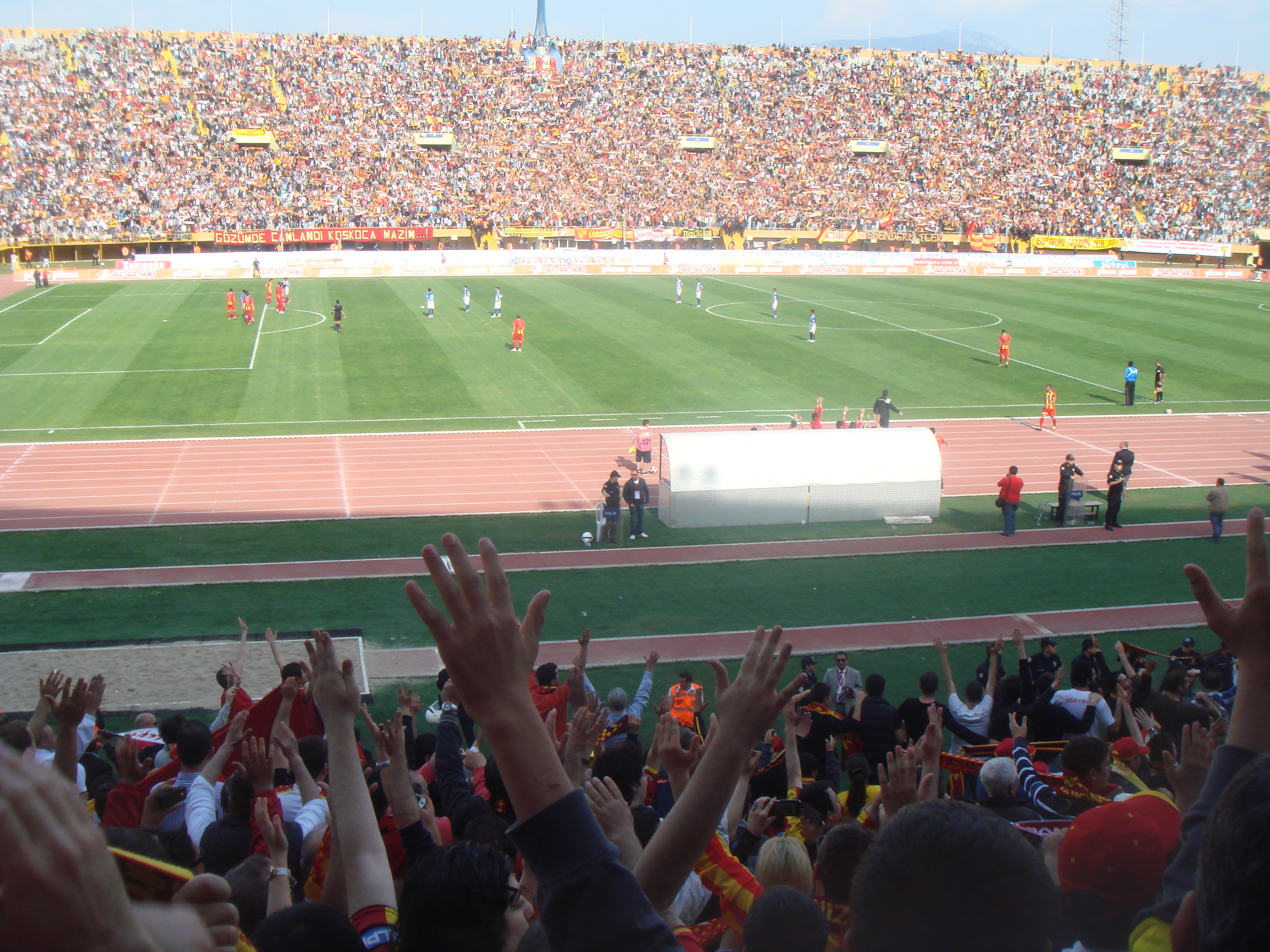
Imagen de un partido del Göztepe en la temporada 2010/2011 en el Estadio İzmir Atatürk

A partir del 26 de enero de 2020, Göztepe juega sus partidos en su propio Estadio Gürsel Aksel.
Estadios utilizados
| # | Estadio                | Años      | Capacidad |
| - | ---------------------- | --------- | --------- |
| 1 | Estadio Izmir Alsancak | 1925–2011 | 15,358    |
| 2 | Estadio İzmir Atatürk  | 2011–2016 | 51,337    |
| 3 | Doğanlar Stadium       | 2016–2020 | 12,500    |
| 4 | Estadio Gürsel Aksel   | 2020–     | 25,035    |

## Datos del club
- Temporadas en 1ra división: 30 (1959-1977, 1978-1980, 1981-1982, 1999-2000, 2001-2003, 2017-2022, 2024-).
- Temporadas en 2da división: 28 (1977-1978, 1980-1981, 1982-1999, 2000-2001, 2003-2004, 2011-2013, 2015-2017, 2022-2024)
- Temporadas en 3ra división: 5 (2004-2005, 2009-2011, 2013-2015)
- Temporadas en 4ta división: 3 (2005-2007, 2008-2009)
- Temporadas en la división amateur: 1 (2007-2008)

## Palmarés
| Torneos nacionales                  | Títulos           | Subcampeonatos |
| ----------------------------------- | ----------------- | -------------- |
| Campeonato Amateur de Turquía (1/1) | 1950              | 1942           |
| Copa de Turquía (2/1)               | 1969 y 1970       | 1967           |
| Supercopa de Turquía (1/1)          | 1970              | 1969           |
| Copa Federación (1)                 | 1963              |                |
| TFF Primera División (3)            | 1978, 1981 y 2001 |                |
| TFF Segunda División (2)            | 2011 y 2015       |                |
| TFF Tercera División (1)            | 2009              |                |
| Copa Presidente (0/1)               |                   | 1950           |

| Torneos regionales  | Títulos                             | Subcampeonatos |
| ------------------- | ----------------------------------- | -------------- |
| Liga de Esmirna (6) | 1939, 1942, 1943, 1944, 1950, 1953. |                |

### Otros logros

#### A nivel nacional
- Tercer lugar en la Superliga de Turquía (1): 1971

## Participación en competiciones de la UEFA

#### UEFA Cup Winners' Cup
| Temporada | Ronda | Club          | Casa | Visita | Global |
| --------- | ----- | ------------- | ---- | ------ | ------ |
| 1969–70   | 1     | US Luxembourg | 3–0  | 3–2    | 6–2    |
| 1969–70   | 2     | Cardiff City  | 3–0  | 0–1    | 3–1    |
| 1969–70   | 1/4   | Roma          | 0–0  | 0–2    | 0–2    |
| 1970–71   | 1     | US Luxembourg | 5–0  | 0–1    | 5–1    |
| 1970–71   | 2     | Górnik Zabrze | 0–1  | 0–3    | 0–4    |

#### Inter-Cities Fairs Cup
| Temporada | Ronda       | Club              | Casa             | Visita           | Global           |
| --------- | ----------- | ----------------- | ---------------- | ---------------- | ---------------- |
| 1964–65   | 1           | Petrolul Ploiești | 0–1              | 1–2              | 1–3              |
| 1965–66   | 2           | 1860 Munich       | 2–1              | 1–9              | 3–10             |
| 1966–67   | 1           | Bologna           | 1–2              | 1–3              | 2–5              |
| 1967–68   | 1           | Royal Antwerp     | 0–0              | 2–1              | 2–1              |
| 1967–68   | 2           | Atlético Madrid   | 3–0              | 0–2              | 3–2              |
| 1967–68   | 3           | Vojvodina         | 0–1              | 0–1              | 0–2              |
| 1968–69   | 1           | Marseille         | 2–0              | 0–2              | 2–2 (c)          |
| 1968–69   | 2           | Argeș Pitești     | 3–0              | 2–3              | 5–3              |
| 1968–69   | 3           | OFK Beograd       | 2–0              | 1–3              | 3–3 (a)          |
| 1968–69   | 1/4         | Hamburg           | Hamburg abandonó | Hamburg abandonó | Hamburg abandonó |
| 1968–69   | Semifinales | Újpest            | 1–4              | 0–4              | 1–8              |